# Volleyball-Südamerikameisterschaft der Männer 1961
Die Volleyball-Südamerikameisterschaft der Männer 1961 (spanisch Campeonato Sudamericano Masculino de Voleibol de 1961) fand vom 17. bis 26. April 1961 in der peruanischen Hauptstadt Lima statt. Die vierte Austragung der Südamerikameisterschaft gewann erneut Brasilien vor den Nationalmannschaften aus Chile und Argentinien. Die Meisterschaft wurde im Modus Jeder gegen Jeden ausgetragen.

## Spielplan
| Datum      | Mannschaft 1 | Sätze | Mannschaft 2 | Satz 1 | Satz 2 | Satz 3 | Satz 4 | Satz 5 |
| ---------- | ------------ | ----- | ------------ | ------ | ------ | ------ | ------ | ------ |
| 17.04.1961 | Argentinien  | 3:0   | Peru         | 15–12  | 15–11  | 15–9   |        |        |
| 18.04.1961 | Brasilien    | 3:0   | Chile        | 15–2   | 15–7   | 15–2   |        |        |
| 19.04.1961 | Brasilien    | 3:0   | Peru         | 15–3   | 15–1   | 15–5   |        |        |
| 20.04.1961 | Argentinien  | 3:0   | Kolumbien    | 15–3   | 15–5   | 15–4   |        |        |
| 21.04.1961 | Brasilien    | 3:0   | Kolumbien    | 15–0   | 15–2   | 15–2   |        |        |
| 21.04.1961 | Chile        | 3:2   | Argentinien  | 12–15  | 12–15  | 17–15  | 15–9   | 15–10  |
| 22.04.1961 | Chile        | 3:0   | Peru         | 15–2   | 15–10  | 16–14  |        |        |
|            | Chile        | 3: A  | Kolumbien    |        |        |        |        |        |
|            | Peru         | 3: A  | Kolumbien    |        |        |        |        |        |
| 26.04.1961 | Brasilien    | 3:1   | Argentinien  | 15–6   | 15–9   | 7–15   | 18–16  |        |

## Abschlusstabelle
| Platz | Mannschaft  | S | N | BPQ B   | Sätze |
| ----- | ----------- | - | - | ------- | ----- |
| 1.    | Brasilien   | 4 | 0 | 2,714   | 12:1  |
| 2.    | Chile       | 3 | 1 | 0,948 A | 9:5   |
| 3.    | Argentinien | 2 | 2 | 1,176   | 9:6   |
| 4.    | Peru        | 1 | 3 | 0,493 A | 3:9   |
| 5.    | Kolumbien   | 0 | 4 | 0,178 A | 0:12  |